# Théorème d'uniformisation
En mathématiques, et plus précisément en géométrie, le théorème d'uniformisation de Poincaré affirme que toute surface admet une métrique riemannienne de courbure constante. On peut considérer que le théorème d'uniformisation de Riemann, affirmant que toute surface de Riemann simplement connexe est en bijection conforme avec le plan, la sphère ou le disque unité, en est un cas particulier, et que la conjecture de géométrisation de Thurston, démontrée en 2004 par Grigori Perelman en est une généralisation.

## Le théorème d'uniformisation de Poincaré
Sous sa forme la plus générale, le théorème d'uniformisation de Poincaré affirme que toute surface peut être ramenée à une surface de courbure constante, ou, plus précisément, que : 
Théorème — Toute  variété riemannienne  de dimension 2 est en bijection conforme avec une variété riemannienne de courbure de Gauss constante.
Ce résultat fut progressivement obtenu par les travaux de Felix Klein vers 1880, puis ceux de Paul Koebe et Henri Poincaré vers 1900, avant que Poincaré n'en donne une démonstration générale en 1907, dans son article sur l'uniformisation des fonctions analytiques ; c'est pourquoi le théorème est parfois connu sous le nom de théorème d'uniformisation de Klein-Poincaré.

## La classification géométrique des surfaces
Le théorème de Poincaré permet la classification suivante des surfaces : toute surface est quotient de l'une des trois surfaces suivantes par un sous-groupe discret du groupe des isométries de cette surface :
1. la sphère (de courbure +1) ;
2. le plan euclidien (de courbure 0) ;
3. le plan hyperbolique (de courbure −1).

Le premier cas correspond aux surfaces de caractéristique d'Euler positive : topologiquement, il s'agit de la sphère et du plan projectif réel (le plan projectif est le quotient de la sphère par le groupe à deux éléments formé de l'identité et de la symétrie centrale) ; on dit que les métriques correspondantes sont elliptiques.
Le second cas correspond aux surfaces suivantes : le plan euclidien, le cylindre, le ruban de Möbius, le tore, et la bouteille de Klein (le tore, par exemple, correspond au quotient du plan par le groupe engendré par deux translations non colinéaires ; de même, le ruban de Möbius est quotient du plan par le groupe engendré par le produit d'une translation et d'une symétrie d'axe parallèle à cette translation). Pour les surfaces compactes (topologiquement équivalentes aux deux dernières), il s'agit de celles de caractéristique d'Euler nulle. On dit que les métriques correspondantes sont paraboliques, ou plates.
Le troisième cas correspond aux surfaces de caractéristique d'Euler négative : en fait, presque toutes les surfaces sont dans ce cas, et on dit qu'elles ont une métrique hyperbolique.
Pour les surfaces compactes, cette classification est cohérente avec le théorème de Gauss-Bonnet, lequel implique que si la courbure est constante, le signe de cette courbure est le même que celui de la caractéristique d'Euler.
Enfin, cette classification est la même que celle déterminée par la valeur de la dimension de Kodaira (en) de la courbe algébrique complexe correspondante.

## Classification des surfaces de Riemann

### Le théorème d'uniformisation de Riemann
Passant à l'étude des surfaces de Riemann, il est possible d'en déduire une classification complète : en effet, sur une surface orientée donnée , une métrique riemannienne induit naturellement une structure de variété presque complexe de la manière suivante : si v est un vecteur tangent, on définit J(v) comme le vecteur de même norme, orthogonal à v, et tel que la base (v, J(v)) du plan tangent soit orientée positivement. Comme toute structure presque complexe sur une surface est intégrable, cela transforme la surface orientée en une surface de Riemann. Ainsi, la classification précédente est équivalente à une classification des surfaces de Riemann : toute surface de Riemann est quotient de son recouvrement universel par l'action libre, propre et holomorphe d'un sous groupe discret, et ce recouvrement universel est lui-même conformément équivalent à l'un des trois domaines canoniques suivants :
1. la sphère de Riemann
2. le plan complexe
3. le disque unité ouvert du plan complexe.

Ceci permet de classer toutes les surfaces de Riemann comme elliptiques, paraboliques ou hyperboliques selon que leur revêtement universel est (respectivement) la sphère, le plan, ou le disque unité. On utilise parfois aussi les adjectifs sphérique, euclidien et hyperbolique. 

En particulier, on en déduit le théorème d'uniformisation de Riemann (historiquement obtenu indépendamment, à partir du théorème de l'application conforme) : 
Théorème — Toute surface de Riemann simplement connexe est conforme à un (et un seul)  des trois domaines canoniques suivants : le disque unité ouvert, le plan complexe, et la sphère de Riemann

### Exemples
Les graphes ci-dessous correspondent à des uniformisations des complémentaires de l'ensemble de Mandelbrot et du segment {\displaystyle [-2,2]} (ensemble de Julia correspondant à {\displaystyle P(x)=x^{2}-2}).

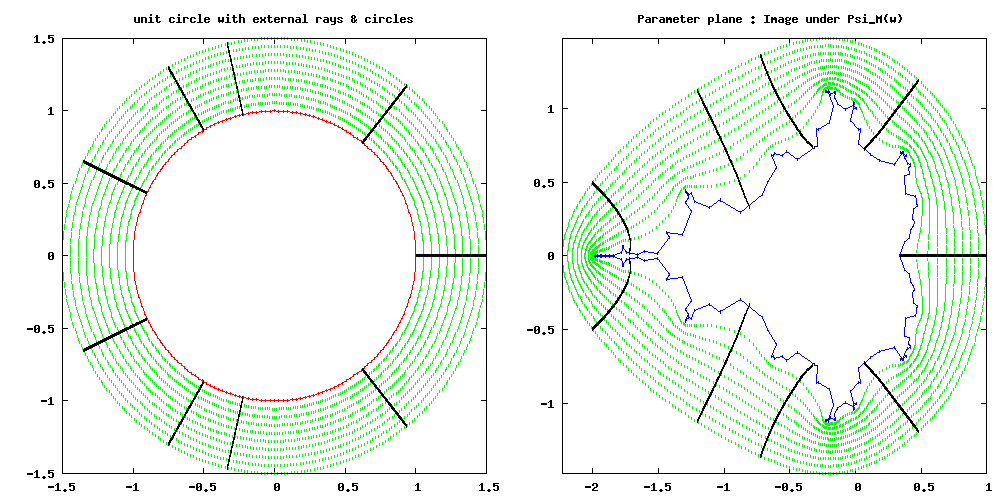
Uniformisation du complémentaire de l'ensemble de Mandelbrot.

Uniformisation du complémentaire du segment.

Dans ces cas, il est possible de construire explicitement les bijections holomorphes dont l'existence est affirmée par le théorème de Riemann : on trouvera plus de détails à l'article Dynamique holomorphe.

## Relation avec le flot de Ricci
En introduisant le flot de Ricci, Richard S. Hamilton montra que, sur une surface compacte, ce flot uniformise la métrique, c'est-à-dire qu'il converge vers une métrique de courbure constante. Cependant sa démonstration s'appuyait sur le théorème d'uniformisation. En 2006, une preuve indépendante de cette convergence fut découverte, ce qui permet de démontrer le théorème d'uniformisation par cette voie.

## Variétés de dimension 3
En dimension 3, il existe de même huit géométries, appelées les géométries de Thurston. On ne peut mettre une de ces géométries sur toute variété de dimension 3, mais la conjecture de géométrisation de Thurston affirme que toute 3-variété fermée peut être découpée en morceaux géométrisables ; cette conjecture a été démontrée en 2004 par Grigori Perelman.